# Соціальний підприємець
Соціальний підприємець — центральна діюча особа соціального підприємництва, від особистісних соціально-психологічних якостей якої залежить успіх соціального підприємства.

## Якості та навички
Формування уявлення про соціального підприємця, як і про соціальне підприємництво, введення в обіг та популяризацію цих понять приписують Біллу Дрейтону, американському менеджеру, голові некомерційного фонду «Ашока: Інновації для суспільства» (1980). Широко відомий його вислів про соціальних підприємців:

Соціальні підприємці не задовольняються лише тим, щоб дати рибу або навчити як ловити рибу. Вони не заспокояться, поки не здійснять революцію в рибній промисловості.
— Білл Дрейтон, Leading Social Entrepreneurs Changing the World
Білл Дрейтон вказує, що соціальних підприємців дуже мало: на кожну тисячу творчих, альтруїстичних і енергійних людей, — не більше одного, хто налаштований і готовий змінювати саме всю цільову область, а не просто домагатися поставленої мети.
Соціальний підприємець може створювати і управляти як комерційними, так і некомерційними організаціями, але їх існування обумовлено виконанням певної соціальної місії. Для проведення необхідних соціальних змін індивіду необхідно володіти ініціативністю і волею відстоювати інтереси інших людей.
Особисті якості, що відрізняють соціального підприємця від звичайного підприємця:
- просоціальна поведінка — турбота про добробут і права інших людей, прагнення принести їм ту чи іншу вигоду,
- громадянська вмотивованість — готовність надавати підтримку своїй організації, виходячи за рамки службового обов'язку (ця якість важлива в більшій мірі для корпоративного соціального підприємництва[en]),
- проактивність особистості — здатність брати ініціативу в свої руки для зміни обставин в кращу сторону.

Необхідні для соціального підприємця навички включають:
- трансформаційні навички — лідерство, командоутворення, управління змінами;
- трансакційні навички — організація ефективної команди, контроль за роботою добровольців і утримання їх,
- навички громадської роботи — самонавчання, пошук зацікавленої сторони і робота з її представниками, маркетинг.